# Solaris (operációs rendszer)
A Solaris operációs rendszer (Solaris Operating System) a Sun Microsystems által kifejlesztett számítógépes operációs rendszer.
A korai verziók még a BSD UNIX-on alapultak, ezeket SunOS-nak hívták. A System V bekerülése a SunOS-ba nagy változást hozott. A fejlesztés két ágra szakadt. A BSD kódot tartalmazó ágat SunOS 4-nek vagy Solaris 1-nek, a System V kódot tartalmazó ágat pedig SunOS 5-nek vagy Solaris 2-nek nevezték el. A Solaris 2.6 után a Sun Microsystems "eldobta" a 2-es számozást és (2002 elején) Solaris 7 néven folytatta.
A Solaris-t elsődlegesen SPARC processzorokra írták, de elérhető PC-re is. A jelenleg támogatott Solaris 10 futtatható AMD64-en, ugyanúgy, mint SPARC- és X86-processzoros hardveren is, a Solaris 11 ugyanakkor már csak a SPARC (M és T szériás szerverek) és az X86-64-es architektúrákat támogatja.
A Sun elkezdte – fokozatosan – megnyitni a Solaris-t. Tervei szerint végül teljesen szabad szoftverré vált volna a Solaris, mind a bináris, mind a forrás változat ingyenesen letölthető lett volna. Ezért létrehozták az OpenSolaris-t, mely a Sun Common Development and Distribution License alapján volt fejleszthető. Éppen ennek okán több mint 1600 szabadalmát tette nyilvánosan elérhetővé (a CDDL licencelőknek). Amikor az Oracle megvásárolta a Sun-t, megszüntette az OpenSolaris projektet és azóta a Solaris kódokat nem teszi elérhetővé CDDL alatt. Az OpenSolaris közösség úgy döntött, hogy a saját kezébe veszi az irányítást és 2010. augusztus 3-án bejelentette az Illumos projektet, amely az OpenSolaris leágazásának is tekinthető.

## Támogatott architektúrák
- SPARC
- X86

## Desktop környezet
Az első Solaris Desktop környezet az OpenWindows volt. Ezt követte a 2.6-os Solaris-ban a CDE, majd a 10-es változat GNOME alapú Java Desktop System (JDS) ablakkezelője. Jelenleg a Solaris 11-ben a Gnome az alapértelmezett.

## Licence
A Solaris kódja (néhány kivételtől eltekintve) mind CDDL licenccel volt ellátva, amit leginkább az OpenSolaris projektben használtak. Az Oracle jelenleg nem teszi elérhetővé a rendszer forráskódját.

## Verziók
| Solaris verzió | SunOS rendszermag verzió | Megjelenés dátuma | Leírás |
| -------------- | ------------------------ | ----------------- | --- |
| Solaris 11     | SunOS 5.11               | 2011. november 9. | A legújabb verzió a Solaris 11 11/11. Kizárólag M és T szériás SPARC, valamint X86-64 architektúra támogatása. ZFS titkosítás, hálózat virtualizáció.                                                                                                   |
| Solaris 10     | SunOS 5.10               | 2005. január 31.  | Megjelenik a Dynamic Tracing (DTrace), Solaris Containers, Service Management Facility (SMF), ami az init.d szkripteket helyettesíti, és iSCSI támogatás. A Gnome alapú Java Desktop System lesz az alapértelmezett desktop, a CDE még mindig elérhető. |
| Solaris 9      | SunOS 5.9                | 2002. május 22.   | A legújabb frissítés a Solaris 9 9/05 |
| Solaris 8      | SunOS 5.8                | 2000. február     | Multipath I/O-t tartalmaz. Megjelenik a Role-Based Access Control (RBAC). A legújabb frissítés a Solaris 8 2/04. |
| Solaris 7      | SunOS 5.7                | 1998. november    | Az első 64 bites kiadás. |
| Solaris 2.6    | SunOS 5.6                | 1997. július      | Újdonságok a Kerberos 5, PAM, TrueType fontok, WebNFS |
| Solaris 2.5.1  | SunOS 5.5.1              | 1996. május       | A felhasználói azonosítók (uid_t) 32 bitesre lettek növelve |
| Solaris 2.5    | SunOS 5.5                | 1995. november    | Az Ultra 1 első támogatása |

A SunOS kifejezést még mindig használják a Solaris rendszermagjának a megnevezésére. A SunOS mag verziója 5.{a Solaris verzió száma}. Például a legújabb kiadás, a Solaris 11, SunOS 5.11-en fut. A Solaris man oldalak SunOS-el vannak címkézve, és az operációs rendszer indulásnál kiírja, de a "SunOS" kifejezés nincs használatban a Sun marketing dokumentumokban.